# Na belem II (Kandinski)
Na belem II (nemško Auf Weiss II;  francosko Sur blanc II) je slika v olju na platnu iz leta 1923 ruskega slikarja Vasilija Kandinskega. Nastala je, ko je bil umetnik učitelj na Bauhausu v Weimarju. Slika je sprva visela v jedilnici stanovanja Vasilija in Nine Kandinski v Bauhaus Dessau. Od leta 1976 je kot darilo Nine Kandinski v zbirki Musée National d'Art Moderne v Parizu.

## Opis in analiza
Kompozicija slike je sestavljena predvsem iz diagonal. Geometrijske oblike, kot so črte, krogi, polkrogi, trikotniki, kvadrati, šahovnica in črno polje v središču križajočih se likov ter večji rjavkasto sivi trapez spominjajo na ruskega slikarja Kazimirja Maleviča in njegov suprematističen slog, ki ga je Kandinski razumel in občudoval. Belo ozadje slike ustvarja vtis, da geometrijski liki in glavne osi, ki jih tvorijo, z emblemi suprematizma v središču kompozicije, prosto lebdijo v neskončnem prostoru in so tako videti breztežni. V tem času je Kandinski pogosto integriral trapez v svoje slike. Kandinski je uporabljal predvsem primarne barve, ki pa s superimpozicijo proizvajajo tudi druge barvne odtenke. Motiv podolgovatih, zašiljenih suličastih elementov v obliki Andrejevega križa se v njegovem delu pojavlja večkrat in se nanaša na ubijalca zmajev svetega Jurija. Ta motiv je naslikal večkrat od leta 1910 in sčasoma so postali bolj abstraktni.
22. decembra 1922 je Kandinski naredil preliminarno študijo v akvarelu in tušu na papirju velikosti 45,4 × 40,4 cm, zdaj tudi v Musée National d'Art Moderne, ki ima, čeprav manjša, enake oblike kot v končni izvedbi. Kandinski je nato sliko dokončal med februarjem in aprilom 1923. Skoraj kvadratno platno je predelava starejše slike iz leta 1920, prav tako z diagonalno kompozicijo. Že leta 1910 je slikal črte in barve, ki se zdijo prepletene, a še vedno z drugimi elementi, kot je kopje svetega Jurija. Diagonali sta med seboj v napetosti, saj je Kandinski svoje delo videl kot boj proti prvotno »trdoglavi naravi« platna, kjer čopič »ko evropski kolonist osvaja divjo dekliško naravo«.

## Sprejem
Umetnostna zgodovinarka Vanessa Morisset na tej sliki vidi vrtinec centripetalnih sil, ki izhajajo iz njegove površine. Bela, razumljena kot jasnost in preprostost, ustvarja občutek, da je »boj s platnom« Kandinskega uspel.
Po mnenju umetnostnega zgodovinarja Macha Daniela središče slike prevladuje masivna oblika, ki se zdi, kot da ne upošteva gravitacije. V zgodnejših delih Kandinskega so bili prisotni pokrajinski elementi, kot so iglavci in skalnati vrhovi, tukaj pa so jih nadomestili trikotniki in ostri vrhovi.